# Kenny Hibbitt
Kenneth "Kenny" Hibbitt, född den 3 januari 1951 i Bradford, är en engelsk före detta professionell fotbollsspelare och -tränare.
Under de 16 år Hibbitt spelade för Wolverhampton Wanderers kom han att göra mer än 570 matcher och 114 mål.
Spelarkarriären tog hastigt slut i februari 1988 på grund av ett brutet ben, men han fortsatte sedan som tränare och coach i flera klubbar.

## Meriter
- Ligacupen 1973/74, 1979/80